# Andrew Norman
Andrew Norman, angleški igralec snookerja, * 27. junij 1980, Yeovil, Somerset, Anglija.

## Kariera
Norman živi v Bristolu. Najboljša do sedaj je bila zanj sezona 2006/07, po kateri je dosegel tudi najvišjo uvrstitev na jakostni lestvici v karieri: 42. mesto. V tej sezoni in nekaterih prej in kasneje je bil znan po zelo konstantnih predstavah, njegova najboljša dosežka na jakostnih turnirjih sta dve osmini finala na turnirju Grand Prix, v letih 2005 in 2006. V sezoni 2008/09 ni bil najbolj uspešen, saj si je s skromnimi predstavami priboril le 74. mesto na svetovni jakostni lestvici v sezoni 2009/10.

## Zasebno življenje
Norman včasih med poletjem dela kot voznik poltovornjaka za svojega sponzorja, dostavno podjetje Hills Delivery.